# Мельник Михайло Григорович (громадський діяч)
Миха́йло Григо́рович Ме́льник (7 грудня 1889 — серпень 1944) — український громадський і військовий діяч.

## Біографія
Народився в місті Турка в сім'ї Григорія Мельника і Марії Писанчин. Після навчання у виділовій школі закінчує в 1909 році семінар і здає матуру в Самборі. Після обов'язкової служби в армії вчителює в селі Беньова Турківського повіту, займається громадською та просвітницькою роботою серед українського населення, намагається залучити якомога більше дітей до навчання у школі. В часи першої світової війни воює в складі австрійської армії на італійському та російському фронтах. Військову службу завершує у званні поручника.
1 листопада 1918 року, перебуваючи у Львові, зголошується до одного з керівників Листопадового чину Дмитра Вітовського і бере активну участь у передачі влади у місті. Під час боїв з поляками був поранений. За мужність, відвагу та кмітливість, виявлені під час вуличних баталій, отримує звання сотника. Із середини листопада 1918 року працює військовим комендантом Самбірського округу ЗУНР. На цій посаді йому вдалося сформувати військові загони для опору ворогові, забезпечити захист селян від польських боївок, навести порядок у місті, налагодити постачання продуктів для його мешканців.
З травня 1919 року керує школою підготовки старшин УГА в Станіславі (Івано-Франківську. Через деякий час, з наближенням польсько-українського фронту, переїжджає зі школою до міста Кам'янець-Подільський. Після війни в 1920 році нелегально повертається до Львова, де одружується з вчителькою Марією Утриско. В цьому ж році добивається дозволу на відкриття парцеляційного бюро і прикладає багато зусиль для того, щоб землі розпарцельованих великих маєтків дісталися українцям, попри бажання властей передати їх під довготривалі безпроцентні позики польським колоністам. За цю проукраїнську політику зазнавав переслідувань польських шовіністів і поліції.
Перед приходом більшовиків восени 1939 року переїжджає у польське містечко Ясло і там закладає фабрику мармеладу. На роботу до себе приймає, здебільшого, втікачів-українців.
У серпні 1944 року при переїзді з Кракова до Ясла загинув, потрапивши у засідку польської боївки.